# Planificación estratégica urbana
Mediante los procesos de planificación estratégica urbana (PEU) se desea, en general, clarificar el modelo de ciudad deseado y avanzar en su consecución, coordinando los esfuerzos públicos y privados, canalizando las energías, adaptándose a las nuevas circunstancias y mejorando las condiciones de vida de los ciudadanos.
La planificación estratégica es una técnica que se ha aplicado en múltiples facetas de la actividad humana; basta recordar a Sun Tzu, Arthur Thomson o Henry Mintzberg; sin embargo, es relativamente reciente la aplicación de la planificación estratégica a la realidad urbana, a las ciudades y regiones o áreas metropolitanas y sus inicios son eminentemente prácticos y artesanales: una mezcla de pensamiento, técnicas y arte o buen hacer.
Fueron suficientes 15 años de práctica para que la técnica se extendiera y se organizara el primer “Encuentro de ciudades europeas y americanas para el intercambio de experiencias en planificación estratégica”. Dicho encuentro, celebrado en Barcelona en 1993, contó con la colaboración del Banco Interamericano de Desarrollo, el Banco Mundial, la Comisión de la Comunidad Europea y el Instituto de Cooperación Iberoamericana. Participaron, entre otras, las ciudades de Ámsterdam, Lisboa, Lille, Barcelona, Toronto y Santiago de Chile.
En dicho encuentro se puso de manifiesto, entre otros aspectos relevantes, que si en las grandes ciudades se abordan procesos de colaboración para realizar procesos de planificación estratégica, y si se consigue un entendimiento razonable entre las administraciones, las empresas y una amplia representación de agentes sociales, entonces se generan sinergias organizativas que, a medio plazo, mejoran la aplicación de los recursos y la calidad de vida de los ciudadanos. 

## Origen
Los procesos de planificación estratégica urbana (PEU) surgen a finales del siglo XX. La ciudad de San Francisco (EE. UU.) condujo su proceso entre 1982 y 1984.
La principal motivación para iniciar procesos de planificación estratégica urbana ha sido el intento de reaccionar adecuadamente a situaciones problemáticas (estancamiento o crisis económica, principalmente); en los inicios del siglo XXI no se adopta esta forma organizativa de manera reactiva sino más bien proactiva; refiriéndose a España, las situaciones de crisis no son los principales desencadenantes de estos procesos, sino que las motivaciones se encuentran en la búsqueda de la colaboración público-privada, en el deseo de coordinar actuaciones, en la mejora continua, en el deseo de lanzar procesos de revitalización e incluso de seguir ejemplos    
La determinación inicial necesaria para lanzar este tipo de procesos varía geográficamente; en España, la mayor parte de los procesos son liderados por Entidades públicas, aproximadamente el 50%; un porcentaje importante tiene un liderazgo mixto público-privado.

## Descripción de los procesos de PEU
Un proceso de PEU, según Borja y Castells es : 

la definición de un proyecto de ciudad que unifica diagnósticos, concreta actuaciones públicas y privadas y establece un marco coherente de movilización y de cooperación de los actores sociales urbanos. El proceso participativo es prioritario respecto a la definición de contenidos, puesto que de este proceso dependerá la viabilidad de los objetivos y actuaciones que se propongan. El resultado del Plan estratégico no es una norma o un programa de gobierno (aunque su asunción por el Estado y por el Gobierno Local deberá traducirse en normas, inversiones, medidas administrativas, iniciativas políticas, etc.) sino un contrato político entre las instituciones públicas y de la sociedad civil. Por ello el proceso posterior a la aprobación del plan y el seguimiento e implantación de las medidas o actuaciones, es tanto o más importante que el proceso de elaboración y aprobación consensuales.

Hoy podemos decir que los PEU son un tipo de Gobernanza y un caso particular de Diseño Social.

## Fases básicas de un proceso de PEU
- Sobre la base de los trabajos de la Secretaría técnica, los grupos de trabajo debaten y aprueban un diagnóstico de la ciudad que incluye su posicionamiento; el documento debe aprobarse por el Comité Ejecutivo, por el Consejo General o el Pleno de la Corporación en su caso.

- A partir del diagnóstico y teniendo en cuenta sus antecedentes y sus conclusiones, las fortalezas y las debilidades, se pasa a elaborar escenarios fundándose en el ejercicio de ejercitar la imaginación y el rigor, realizando tareas de prospectiva, elaborando alternativas futuras posibles, de forma que el Comité Ejecutivo pueda escoger un modelo, una visión para la ciudad sobre cuya base se generarán una relación de temas críticos y/o líneas de actuación genéricas.

- Reformulados los grupos de trabajo, compuestos principalmente por personas con capacidad de decisión y por implantadores, se trata por separado cada tema crítico y cada línea de actuación, elaborando una relación pormenorizada de proyectos necesarios y/o convenientes. Una vez consolidados los resultados, se dispondrá de una serie de proyectos estratégicos priorizados a partir de los cuales se efectuará una selección y se pasará a elaborar un plan de acción que contemple agentes involucrados, tiempos y recursos. Las personas implicadas en la estructura del proceso, al menos teóricamente, disponen de la capacidad de impulsarlo; puede consultarse, a título de ejemplo, la composición del Consejo General del Plan Metropolitano de Barcelona .

- Una vez aprobados los documentos anteriormente mencionados, se entra en la implantación, en la ejecución propiamente. La importancia de esta fase es decisiva, en ella los planes suelen dotarse de una estructura en la que se clarifica aún más la organización; pueden consultarse las siguientes referencias

## Implantación de los procesos de PEU
La importancia social y económica de dichos procesos es relevante, pues afectan a millones de personas . En España  prácticamente llegan al centenar los municipios que aplican esta metodología y la población afectada ronda los 15 millones de personas.

## Observaciones críticas a los procesos de PEU
Pueden constatarse críticas a los PEU desde aquellos sectores que buscan promover la participación ciudadana, también desde los profesionales orientados a la planificación territorial y desde los que privilegian la actuación política.
Sin embargo los PEU tienen aspectos que potencian la participación selectiva, la ordenación del territorio y la coordinación / colaboración público-privada; por otra parte estos procesos de Planificación Estratégica Urbana parece que tienen una cierta independencia de las ideologías políticas (a título de ejemplo los procesos PEU de Barcelona, Bilbao y Valencia se desarrollan con equipos de Gobierno del PSC-PSOE, PNV y PP respectivamente) y que pueden producir una acusada estabilidad de la mayoría impulsora.

## Prospectiva
Como hemos visto anteriormente planificación,  estrategia y prospectiva,  están relacionadas. 
 Michel Godet, en la obra que se cita en la bibliografía, explica sucintamente y con precisión las diferentes herramientas que permiten que esta sea “una “indisciplina” intelectual fecunda y creíble”.
Según el Sr. Godet, “la estrategia habla de clarividencia y de innovación y la prospectiva de preactividad y de proactividad, pero está claro que se trata de lo mismo”.
De forma de que las respuestas a las cuatro preguntas que se plantea el autor, dos corresponden a prospectiva y dos a estrategia; a saber:
- Qué puede ocurrir? (Prospectiva)

- Qué puedo hacer? (Prospectiva estratégica)

- Qué voy a hacer? (Estrategia)

- Cómo voy a hacerlo? (Planificación estratégica)

La creación de escenarios que cumplan las cinco condiciones ( pertinencia, coherencia, verosimilitud, importancia y transparencia), tienen una importancia decisiva en el proceso.
Entre las herramientas que describe, pueden citarse:
- Árboles de competencia

- Diagnóstico estratégico

- Análisis estructural

- Método Mactor

- Análisis morfológico

- Delphi

- Ábaco de Regnier

- Impactos cruzados

- Árboles de pertinencia

- Multipol

## Desarrollo teórico
El conocimiento acerca de los procesos de planificación estratégica urbana está evolucionando según dos líneas complementarias que podrían nombrarse, tomando prestado conceptos de la programación, como Bottom-Up y Top-down.

### Bottom-Up
Existen una clara diferencia entre lo que podría denominarse un enfoque tradicional de la Planificación estratégica y el enfoque emergente (Fernández Güell. Planificación estratégica de ciudades).
- Antes Predominio del producto, ahora Predominio del proceso

- Antes Sectorial, ahora Integrado

- Antes Normativo, ahora Estratégico

- Antes Orientado a objetivos, ahora Orientado a coste-beneficio

- Antes Orientado a oferta urbana, ahora Orientado a demanda urbana

- Antes Sujeto a límites administrativos, ahora Supera límites administrativos y entra en las Áreas y Regiones Metropolitanas

- Antes Participación abierta, hoy Participación focalizada

Por supuesto, en 2006 hay una evolución manifiesta que intenta adaptarse a los cambios experimentados, a las sensibilidades políticas e incluso a las modas. En todo caso, es una línea de pensamiento y actuación que aprovecha la experiencia de las implantaciones realizadas.

### Top-Down
Dado que:
- Está por determinar la influencia de cada agente en la realización del proceso global considerado

- No existe un criterio generalmente aceptado a la hora de crear herramientas para medir el progreso o retroceso en la consecución del objetivo central.

- Los procesos de colaboración entre los distintos agentes de la ciudad para efectuar la planificación estratégica suelen realizarse utilizando una estructura organizativa “marco” que presenta diferencias.

- Sobre una gran ciudad influyen políticas y hechos externos,

esta línea de investigación busca avanzar en el diseño de un modelo que determine los factores relevantes para el éxito de un proceso de planificación estratégica en grandes ciudades y áreas metropolitanas.
Dentro de esta línea, que busca una teoría más general, pueden citarse las dos Tesis Doctorales recientes que se citan en la bibliografía.
Debe señalarse que una teoría que explique la Planificación Estratégica Urbana en Áreas y/o Regiones metropolitanas implicará avances en la consolidación del Diseño Socialo del Diseño Organizativo de la Sociedad (DOS) como actividad científica.